# Light (альбом The Matrixx)
Light — акустический и четвёртый в целом альбом группы The Matrixx; выпущен 20 октября 2014 года.

## Об альбоме
20 октября вышел акустический альбом группы The Matrixx Light. Альбом писался на студии «Параметрика», продюсировал запись и сводил альбом Константин Бекрев Архивная копия от 28 марта 2018 на Wayback Machine. Диск был издан в двух вариантах — обычном и лимитированном. В лимитированное издание бонусом вошёл DVD Глеба Самойлова «Я не изменюсь!».
Альбом записан на деньги, собранные с помощью краудфаундинга.
Критики писали о довольно жёсткой иронии и драйве Light.

… чем более жесткими становятся песни Глеба Самойлова, чем более «вампирски» звучит его вокал, тем более человечным делается его творчество. — Олег Гальченко, «Наш Неформат», 29.09.2015 
В альбом вошли акустические версии песен группы, композиции, ранее не исполнявшиеся The Matrixx, но особо привлекли внимание слушателей кавер на песню «Аквариума» «Старик Козлодоев», и новинка — «Живой».
Концертная презентация альбома состоялась 16 октября 2014 года в Санкт-Петербурге в клубе «Зал Ожидания» и 24 октября в Москве в «Главклубе».

### «Старик Нерушимый»
«Старик Нерушимый» — это текст гимна Советского Союза, наложенный на песню «Старик Козлодоев». Некоторые строчки Сергея Михалкова и Эль-Регистана не уместились в размер и были подредактированы. Кавер писался для трибьюта «Аквариуму» с разрешения Бориса Гребенщикова.

### «Живой»
Песня «Живой» посвящена событиям на Украине. Автор клипа на песню «Живой», журналист Евгений Левкович использовал профессиональные и любительские кадры расстрела Евромайдана.
По словам Глеба Самойлова, изначально он не хотел высказываться на актуальную тему, но после того как «на Майдане открыли огонь по безоружным людям» внутри у него что-то щёлкнуло и появилось новое произведение. В то же время музыкант подчёркивает, что ни одну из сторон конфликта он не идеализирует.

## Список композиций
| Трек | Название         | Длительность |
| ---- | ---------------- | ------------ |
| 1    | Москва-река      | 3:29         |
| 2    | В открытый рот   | 2:36         |
| 3    | Парашютисты      | 4:08         |
| 4    | Сердце и печень  | 3:23         |
| 5    | Грех             | 4:53         |
| 6    | Космобомбы       | 3:11         |
| 7    | Любовью          | 3:17         |
| 8    | Водка            | 2:22         |
| 9    | Старик нерушимый | 1:56         |
| 10   | Партизаны        | 4:10         |
| 11   | Под огнём        | 4:12         |
| 12   | Живой            | 2:49         |

### Участники
- Глеб Самойлов — голос, автор, акустическая гитара
- Дмитрий «Snake» Хакимов — ударные, перкуссия
- Константин Бекрев — клавишные, вокал, программирование, гитары, перкуссия, продюсирование, запись
- Валерий Аркадин — акустические- и электроакустические гитары

### Приглашённые музыканты
- Алексей Могилевский — саксофон
- Бобков Сергей — альт, скрипка
- Мирзоев Мирза — труба
- Звонников Михаил — виолончель

## «Глеб Самойлов. Я не изменюсь!» DVD
DVD поступил в продажу отдельно, ещё до выхода альбома. Первая партия дисков Light оказалась бракованной, из-за этого альбом некоторое время продавался только на концертах группы. Позже вышло лимитированное переиздание, в которое вернули DVD.
«Глеб Самойлов. Я не изменюсь!» — запись творческого вечер Глеба Самойлова с участием Константина Бекрева, прошедшего в Театре Эстрады в Москве 30 мая 2014 года. Вечер был посвящён 25-летию творческой деятельности музыканта.
В сет-лист концерта вошли не хиты, а композиции максимально подходящие для акустического звучания. Было исполнено одиннадцать песен из репертуара групп The Matrixx, «Агата Кристи» и с сольных альбомов Глеба, и четыре — Александра Вертинского. Песни Вертинского Глеб Самойлов ранее исполнял всего несколько раз в рамках проекта «Ракель Меллер — Прощальный ужин». Общение музыкантов между собой и ответы на записки из зала стали органичной частью шоу.

## Список композиций
| Трек | Название                                      |
| ---- | --------------------------------------------- |
| 1    | Ползет                                        |
| 2    | Москва-река                                   |
| 3    | На дне                                        |
| 4    | Командир                                      |
| 5    | Лиловый негр (А.Вертинский)                   |
| 6    | В синем и далеком океане (А. Вертинский)      |
| 7    | Баллада о короле (Н. Агнивцев, А. Вертинский) |
| 8    | Джонни (В.Инбер, А. Вертинский)               |
| 9    | Планета полицаев                              |
| 10   | Любовью                                       |
| 11   | Форма                                         |
| 12   | В открытый рот                                |
| 13   | Водка                                         |
| 14   | Под огнём                                     |
| 15   | Порвали мечту                                 |

### Участники
- Глеб Самойлов — вокал, гитара
- Константин Бекрев — фортепиано

### Технический персонал
- Звукорежиссёр — Илья Заиченко
- Художник по свету — Александр Таушканов
- Сведение — Константин Бекрев
- Съёмка — Алексей Аносов, Сергей Валюков, Андрей Ковандо, Сергей Митюшин, Алексей Мухин, Евгений Судариков
- Декорации — Анастасия Кобыненкова, Юлия Соболева, Елена Оскина, Дарья Морозова, Александра Шведченко
- Фото — Лола Набокова
- Режиссёр видеоверсий концерта — Андрей Ковандо
- Звукорежиссёр — Игорь Бардашев
- Сведение — Константин Бекрев
- Запись концерта: Москва, Театр Эстрады, 30 мая 2014